# Ex de verdad
Ex de verdad è un singolo del gruppo musicale statunitense Ha*Ash, pubblicato il 25 maggio 2015 come terzo singolo dal primo album dal vivo Primera fila: Hecho realidad.

## Descrizione
La traccia, è stata scritta da Ashley Grace, Hanna Nicole, Beatriz Luengo e Antonio Rayo è stato pubblicato il 25 maggio 2015.

## Video musicale
Il video è stato girato sotto forma di esibizione dal vivo, con Ha*Ash che inizia a cantare con la sua band dinanzi ad un gruppo persone. Il video è stato girato a Città del Messico e diretto da Nahuel Lerena. È stato pubblicato su YouTube il 25 maggio 2015. Il video ha raggiunto 220 milioni di visualizzazioni su Vevo.

### Versione dal vivo
Il video è stato girato sotto forma di esibizione dal vivo dal album En Vivo (2019). Il video è stato girato a Auditorio Nacional, Città del Messico (Messico). È stato pubblicato su YouTube il 6 dicembre 2019.

## Tracce
Testi e musiche di Ashley Grace, Hanna Nicole, Beatriz Luengo e Antonio Rayo.
Download digitale
1. Ex de verdad – 3:17

Download digitale – Big Band
1. Ex de verdad – 3:58 (Ashley Grace, Hanna Nicole, Beatriz Luengo, Antonio Rayo)

## Formazione
- Ashley Grace – voce, composizione, chitarra
- Hanna Nicole – voce, composizione, chitarra
- Antonio Rayo – composizione
- Beatriz Luengo – composizione
- Pablo De La Loza – programmazione, produzione
- Roberto Collío  – Registrazione
- Jules Ramllano  – Registrazione
- George Noriega – produzione
- Tim Mitchell – produzione

## Classifiche
| Classifica (2015)                   | Posizione massima |
| ----------------------------------- | ----------------- |
| Messico Español Airplay (billboard) | 33                |
| Messico (Monitor Latino)            | 1                 |
| Messico (Monitor Latino Top 100)    | 29                |